# Верхний Унал
Ве́рхний Уна́л (осет. Уæллаг Уынал) — село в Алагирском районе Республики Северная Осетия-Алания. Входит в состав Унальского сельского поселения. 

## Географическое положение
Село расположено в центральной части Алагирского района, на левом берегу реки Кутардон. Находится в 0,7 км к юго-востоку от центра сельского поселения Нижний Унал, в 24 км от районного центра Алагир и в 60 км к юго-западу от Владикавказа. 

## Население
| 2002 | 2010 | 2021 |
| ---- | ---- | ---- |
| 34   | ↗45  | ↗56  |

## Достопримечательности
В селении находится боевая башня, а также развалины замка и склепа Аккалаевых.

## Топографические карты
- Лист карты K-38-29 Алагир. Масштаб: 1 : 100 000. Состояние местности на 1984 год. Издание 1988 г.